# Hildebrandtiella longiseta
Hildebrandtiella longiseta är en bladmossart som beskrevs av Ferdinand François Gabriel Renauld och Cardot in Renauld 1891. Hildebrandtiella longiseta ingår i släktet Hildebrandtiella och familjen Pterobryaceae. Inga underarter finns listade i Catalogue of Life.